# Jean-Baptiste Pierre de Semellé
Jean-Baptiste-Pierre Semellé, né le 16 juin 1773 à Metz et mort le 25 janvier 1839 à Courcelles-Chaussy, en Moselle, est un général français de la Révolution et de l'Empire. Il est député en 1822 et de 1830 à 1837.

## Biographie
Le baron Jean-Baptiste-Pierre Semellé naît le 16 juin 1773 à Metz, ville place forte des Trois-Évêchés. Il est le fils de François Semellé, receveur des greniers à sel de Metz, et épouse la fille de François Masson.

### Sous la Révolution et le Consulat
Jean-Baptiste-Pierre Semellé s’engage le 20 août 1791 dans le 3e bataillon de volontaires de la Moselle. Élu officier, il participe au siège de Thionville du 24 août au 16 octobre 1792, qu’il défend victorieusement. Le 25 novembre 1799 il est nommé chef de brigade de la 20e demi-brigade légère de deuxième formation, puis le 19 août 1800 chef de brigade de la 43e demi-brigade de deuxième formation. Il devient ensuite capitaine-colonel du la 24e demi-brigade de ligne de deuxième formation en 1801. Il est nommé colonel en 1803 et prend le commandement du 24e de ligne. Il est fait chevalier de la Légion d’honneur le 11 décembre 1803 et officier de l'ordre le 14 juin 1804.

### Sous le Premier Empire
Jean-Baptiste Semellé fait les campagnes de 1806 et de 1807. Le 26 décembre 1806 il est blessé à la bataille de Golymin en Pologne. Il se distingue de nouveau à Eylau le 8 février 1807, mais son régiment est anéanti et il est lui-même grièvement blessé. Promu général de brigade le 1er juillet 1807, il est créé baron de l’Empire le 1er juin 1808, et il est élevé au grade de commandeur de la Légion d'honneur le 22 novembre 1808. Le 22 août 1808 il est transféré au 1er corps de l’armée d’Espagne. 
En octobre 1809, le général Semellé est admis au collège électoral du département de la Moselle. Le 31 juillet 1811 il est nommé général de division. Du 1er octobre 1811 au 30 octobre 1811, il commande une division d’infanterie du 4e corps de l’armée d’Espagne. Il est commandant de la 2e division du 1er corps de l’armée d’Espagne du 30 octobre au 11 novembre 1811. Semellé prend ensuite le commandement de la 5e division de l’armée d’Andalousie du 5 février 1812 au 9 janvier 1813. 
Il quitte peu après l’Espagne pour la France, avant de repartir pour la Bavière. Du 13 juillet au 25 novembre 1813 il assure le commandant de la 52e division d’infanterie du corps d’observation de Bavière puis des 9e et 10e corps de la Grande Armée. Du 25 novembre 1813 à mai 1814 il commande la 51e division d’infanterie du 4e corps de la Grande Armée. Il est nommé ensuite inspecteur général d’infanterie dans la 19e division militaire, poste qu’il conserve du 20 juin 1814 au 31 décembre 1814. Le général de Semellé est ensuite inspecteur général d’infanterie dans les 18e et 19e divisions militaires jusqu’en mai 1815.

### Sous la Restauration et la monarchie de Juillet
Louis XVIII le fait chevalier de Saint-Louis. Au retour de l’île d’Elbe, le général de Semellé est nommé par l’empereur gouverneur de Strasbourg. Là, il est exposé aux mêmes dangers que lors de la révolte de la garnison. La seconde Restauration le met en demi-activité de service. Semellé se retire alors à Urville près de Metz, où il s’occupe d’agriculture. En 1819 il est replacé dans les cadres de l’armée active. Le 15 février 1822, il est élu député du 4e arrondissement électoral de la Moselle (Sarreguemines) jusqu'au 17 août 1822. Il se bat en duel avec le général Lafont de Cavaignac le 30 mars, pour défendre l’honneur de la Grande Armée. 
Semellé est réélu député le 23 juin 1830 jusqu'au 31 mai 1831. Le 18 août de la même année, il prend la parole pour soutenir la proposition relative au serment militaire du colonel Paixhans, un autre Messin. Il fait ensuite partie de la commission chargée d’examiner le projet de loi tendant à assurer l’avenir des officiers de tous grades. En septembre 1830 le baron de Semellé est chargé par le maréchal Gérard d’organiser les divisions militaires du Nord-Est. Réélu le 5 juillet 1831 député du 6e collège de la Moselle (Sarreguemines), il siège dans la majorité ministérielle jusqu’au 25 mai 1834. 
Le 25 janvier 1839, Jean-Baptiste Pierre de Semellé meurt au château d'Urville près de Courcelles-Chaussy, en Moselle.

## Titres et distinctions
- 1er juin 1808 : baron d’Empire
- Chevalier de l'Ordre de la Couronne de fer[2].
- Grand officier de la Légion d'honneur[2].

## Sources
- « Dictionnaire des parlementaires français de 1789 à 1889 (Adolphe Robert, Edgar Bourloton et Gaston Cougny) », sur gallica BNF (consulté le 8 décembre 2013)
- Thierry Lentz ; Denis Imhoff: La Moselle et Napoléon : étude d'un département sous le Consulat et l'Empire, éd. Serpenoise, Metz, 1986.
- Georges Six, Dictionnaire biographique des généraux & amiraux français de la Révolution et de l'Empire (1792-1814), Paris : Librairie G. Saffroy, 1934, 2 vol., p. 444-445